# Pont du Marchis
Le pont du Marchis a été construit pour les chemins de fer des Côtes-du-Nord. Il permet à la ligne Collinée - Dinan de franchir l'Arguenon au niveau de Jugon.